# The Hogettes

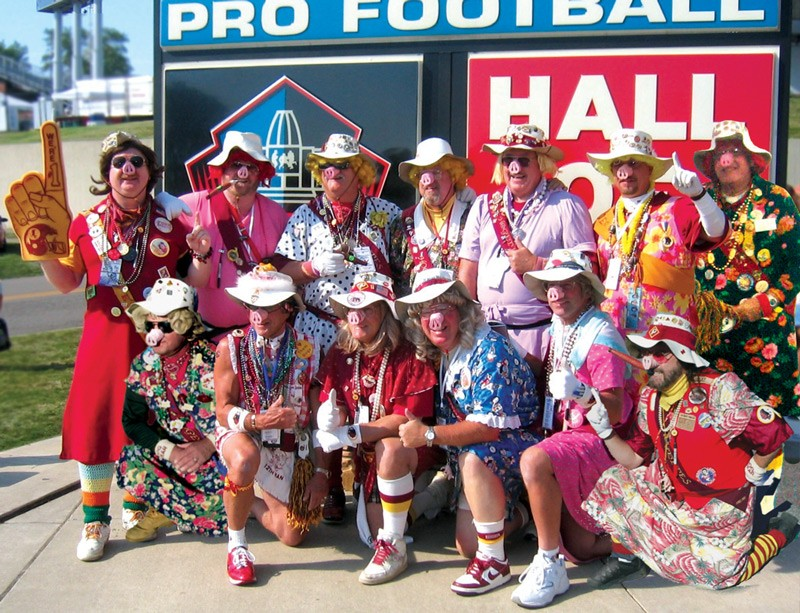
The Hogettes en la ceremonia de inducción al Salón de la Fama.

The Hogettes fueron un grupo de doce aficionados de los Washington Redskins, los cuales asistían a los juegos utilizando vestidos floreados, sombreros de mujer y hocicos de cerdo por dos propósitos: ovacionar a su equipo favorito de la NFL y recaudar dinero para caridad. Este grupo fue formado en 1983 por Michael Torbert y se convirtió en parte integrante de los juegos como locales de los Washington Redskins. El grupo tenía doce miembros activos y quince exmiembros, incluyendo a tres de ellos que fueron seleccionados al Salón de la Fama como parte del Salón de los Aficionados que es patrocinado por VISA.
El grupo fue notable principalmente por su vestimenta escandalosa, así como por su frecuente trabajo para organizaciones de caridad. Los Hogettes aparecieron en Estados Unidos en campañas nacionales de publicidad y proveyeron apoyo a muchas organizaciones caritativas de los Estados Unidos como Children's Miracle Network, Ronald McDonald House Charities y March of Dimes. Recaudaron más de $100 millones de dólares para estas y otras causas caritativas. A los Hogettes se les tuvo cierta aversión pesar de su trabajo filantrópico y fueron atacados por aficionados de otros equipos.

## Origen del nombre
En la década de los años de 1980, el entrenador de la línea ofensiva de Washington, Joe Bugel, comenzó a dirigirse a sus jugadores como "Cerdos" ("Hogs). Al grupo de jugadores conocidos como "Los Cerdos" (The Hogs) se les acredita por el éxito que Washington tuvo en esa década, lo cual incluyó cuatro viajes al Super Bowl (tres victorias (XVII, XXII, XXVI); una derrota (XVIII). El grupo comenzó a usar máscaras con hocicos de cerdo y se llamaron a sí mismos "The Hoggettes" en referencia a "The Hogs".

## Historia
El origen de los Hogettes puede ser rastreado hasta octubre de 1983 cuando Michael Torbert (Mikey T.), fundador del grupo, fue a una fiesta de Halloween en la casa de retiro de su abuela, usando uno de los viejos vestidos de su abuela como disfraz. El disfraz fue todo un éxito, tanto así, que logró juntar a un grupo de hombres que el pensó que "eran lo suficientemente duros para salir en público, vestidos como mujeres." Poco tiempo después el grupo comenzó a ir a hospitales infantiles a animar a niños enfermos. El 27 de noviembre de 1983, el grupo asistió a su primer partido de fútbol americano de los Washington Redskins completamente disfrazados de mujer, pero añadieron máscaras con hocicos de cerdo, en honor de "The Hogs", el apodo de los jugadores de la línea ofensiva de Washington.
Dirigidos por Mikey T., ahora conocido como "Boss Hogette", el grupo se convirtió en parte integral de los partidos como locales de Washington, tanto en su viejo estadio (RFK Stadium) como en el nuevo (FedExField). El grupo hace más de 100 apariciones por año para eventos caritativos, y Mikey T. y otros dos Hogettes han sido admitidos en el Salón de la Fama de la NFL como los Aficionados "Fundamentales" de Washington. Ha habido un total de 27 miembros en el grupo desde 1983, pero solo hay doce miembros activos. Si bien el grupo tiene una notoriedad considerable, no reciben algún trato especial o reconocimiento del equipo de Washington.

## Filantropía

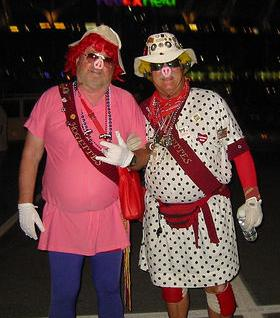
"Big Georgette" y "Boss Hog" en frente del estadio FedExField.

Los Hogettes han estado organizando y asistiendo a eventos caritativos en el área de Washington D. C., por más de veinte años. En ese período han recaudado más de $100 millones de dólares para varias organizaciones caritativas como Children's Miracle Network, Ronald McDonald House Charities, y March of Dimes. Al lograr este hito, Howard "Howiette" Churchill comentó, "eso es mucho dinero para un grupo de abuelos gordos usando vestidos de mujer con hocicos de cerdo." Entre estos eventos hay torneos de golf, incluyendo el torneo de golf anual de beneficencia Hogette, galas, y otros eventos caritativos.
Aunque algunos de sus esfuerzos caritativos van dirigidos a ayudar a la comunidad local, la mayor parte del dinero es dirigido a ayudar a los niños. Un evento anual es el llamado "Hogette for a Game" (Hogette por un juego). En 1995, la esposa de Nick "Nickette" Nerangis compró el paquete. Posteriormente Nick Nerangis se convirtió en un Hogette sustituto por varios años, antes de ser nombrado miembro oficial en 2002. A través de varios años, una aficionada ha servido como "Hogette for a Game" ganado subastas anuales. En 2000, esa aficionada recaudó más de $11,000 dólares para caridades infantiles para asistir a un partido con los Hogettes esa temporada.
En una entrevista en línea con aficionados, Torbert declaró: "Tú... tienes que tener un sentido del humor para muchas cosas, día a día. Es muy difícil ser gracioso cuando Washington pierde, pero es aún más duro estar frente a niños enfermos en la habitación de un hospital, y animarlos con una apariencia chistosa. Eso si es difícil."

## Exposición nacional en Estados Unidos
Aparte de ganar una exposición nacional por su vestimenta escandalosa y continuo trabajo con organizaciones caritativas, los Hogettes han sido invitados al programa The Tonight Show with Jay Leno, y presentados en un comercial de televisión de VISA. A pesar de su generosa filantropía y actitud positiva en las gradas de los estadios, no mucha gente aprecia a los Hogettes. Tanto el anterior dueño de Washington (Jack Kent Cooke) como actual (Daniel Snyder) no han aceptado a los Hogettes. El grupo ha sido llamado "increíblemente insoportable" y "molesto", y han sido atacados en el infame Nivel 700 del Veterans Stadium en Filadelfia por aficionados enfurecidos de los Philadelphia Eagles.

## Miembros
Aparte de los doce miembros actuales, han existido otros quince Hoggetes "oficiales" (ahora retirados), así como numerosos miembros temporales y sustitutos. El grupo también mantiene una subasta anual de caridad donde los aficionados pueden ofertar para ser un "Hogette for a Game". Un miembro actual, Nick "Nickette" Nerangis, fue presentado al grupo como "Hogette for a Game".
| Hogette             | Nombre verdadero       | Membresía                                                  | Otra información |
| ------------------- | ---------------------- | ---------------------------------------------------------- | --- |
| Boss Hogette        | Michael Torbert        | Fundador                                                   | Nombrado en 1998 como el Aficionado "Fundamental" de Washington en el Salón de los Aficionados VISA en el Salón de la Fama de la NFL.                   |
| Grandpa Hogette     | Ralph Campbell         | Miembro original desde 1983                                | Fue el primer Hogette en afiliarse, usaba un vestido amarillo, y en un reportaje publicado por Associated Press se le llamó "el bonito." Murió en 2010. |
| BIG MACette         | Michael McCartney      | Miembro original desde 1983                                | Se viste como Santa Hog (Santa Claus) para el Juego de Navidad de Washington en el FedExField.                                                          |
| Joevette            | Joe Varnadore          | Miembro original desde 1983                                | Es el más viejo de todos los Hogettes, y ha utilizado el mismo vestido de color lavanda por más de 20 años.                                             |
| Big Georgette       | George Maxfield        | Miembro original desde 1983                                | Ha utilizado el mismo vestido de color rosa desde el comienzo del grupo.                                                                                |
| Edette              | Edward J. Heid, III    | Se unió en 1983                                            | A pesar de que no es uno de los miembros "originales", se unió al grupo en el primer mes del mismo.                                                     |
| Porkchop            | Bruce Lindsay          | Se unió a mediados de los años 1980                        | Miembro de por vida de los Jaycees. Actor de películas B.                                                                                               |
| Stoneyette          | William J. Stoner, Sr. | Se unió en 1990                                            | Fundó el Greater Laurel Literacy Center (un programa de alfabetización para adultos).                                                                   |
| Howiette            | Howard Churchill       | Se unió en 1992                                            | Nombrado en 2004 como el Aficionado "Fundamental" de Washington en el Salón de los Aficionados VISA en el Salón de la Fama de la NFL.                   |
| Spiggy              | David Spigler          | Se unió a mediados de los años 1990                        | Encargado del torneo de golf anual de beneficencia Hogette.                                                                                             |
| Hog Ed              | Eddie Souder           | Se unió en 2001                                            | Hogette "Novato del Año 2001". |
| Nickette            | Nick Nerangis          | Hogette-for-a-Game en 1995, reclutado como miembro en 2002 | Hogette "Novato del Año 2002". |
| Hollywood HillBilly | Mike Gardner           | Uno de los más nuevos Hogettes                             | Nombrado como el Aficionado "Fundamental" de Washington en el Salón de los Aficionados VISA en el Salón de la Fama de la NFL.                           |